# قانون بین‌المللی حقوق بشر
قانون بین‌المللی حقوق بشر (انگلیسی: International human rights law) یا (IHRL) بخشی از قانون بین‌الملل است که برای ارتقای حقوق بشر در زمینه‌های اجتماعی، منطقه‌ای و داخلی به تصویب رسده است و به‌طور عمده به لحاظ حقوق بین‌الملل، قانون بین‌المللی حقوق بشر، حاصل معاهده‌ها و توافقنامه‌هایی است که بین دولت‌های مستقل انجام شده است. این دولت‌ها قصد دارند نسبت به کشورهایی که با هم به توافق رسیده‌اند اثرگذاری قانونی داشته باشند.

## نقش قانون بین‌المللی حقوق بشر
به لحاظ قانون حقوق بین‌الملل عرفی و سایر اسناد بین‌المللی حقوق بشر اگرچه از نظر قانونی نیازی به اجرای آن نیست، اما برای کمک، اجرا، فهم و ارتقای قانون بین‌المللی حقوق بشر نیاز هست تا به عنوان منبعی تأثیرگذار در معاهدات سیاسی شناخته شود.

## تعریف
قانون بین‌المللی حقوق بشر برای حفظ حقوق بشر و حفظ کرامت انسانی وضع شده است، اصولی را که بیان می‌کند از دو ماده اصلی تشکیل یافته است.
1. اصول حقوق بشر که در دوران صلح و امنیت قابل اجرا است. (مانند کنوانسیون مربوط به وضعیت پناهندگان ۱۹۵۱) و (کنوانسیون سوم ژنو ۱۹۴۹).
2. اصول حقوق بشر که در دوران منازعات مسلحانه بین کشورها قابل اجرا است. به این اصل، قانون حقوق بین‌الملل بشردوستانه نیز گفته می‌شود. بین این دو قانون حقوق بشر، نکته‌های مشترکی وجود دارد. (یعنی IHL)

اما عده‌ای از محققان کثرت‌گرایی سیاسی حقوق بین‌الملل، حقوق بشر انسان دوستانه را بخشی از قانون حقوق بشر نمی‌دانند. مواردی را که شامل این قانون می‌شود عبارت است از:
- اصول حقوق بین‌الملل یا حقوق پیمانی که منبع آنها پیمان‌های بین‌المللی است،
- حقوق بین‌الملل عرفی،[۵]
- اصول عمومی حقوق، به سطحی از قوانین عام گفته می‌شود که از نظر قانونی لازم‌الاجرا نباشند. همه این اصول و قوانین برای محدود کردن رفتار یک حکومت درحوزه اختیارات قانونی‌اش است که از منظر حقوق بشر مورد ارزیابی قرار می‌گیرد.[۶]

## سیستم سازمان ملل متحد
مجمع عمومی سازمان ملل متحد اعلامیه حقوق بشر و برنامه عمل وین را در سال ۱۹۹۳ به تصویب رساند، که در آن کمیساریای عالی حقوق بشر سازمان ملل متحد بنیان گذاشته شد. در سال ۲۰۰۶، کمیسیون حقوق بشر سازمان ملل متحد با شورای حقوق‌بشر سازمان ملل متحد برای اجرای قانون بین‌المللی حقوق بشر جایگزین گردید.

## لایحه حقوق بشر بین‌المللی
اعلامیه جهانی حقوق بشر (UDHR) اعلامیه مجمع عمومی سازمان ملل متحد است که در فرم قانونی الزاماً قانون بین‌المللی حقوق بشر نیست. بسیاری از محققان حقوقی، UDHR را به عنوان سندی از حقوق بین‌الملل عرفی می‌خوانند.
به‌طور گسترده‌تر، UDHR به یک مرجع معتبر حقوق بشر تبدیل شده است. این مبنایی برای قوانین بین‌المللی حقوق بشر در آینده است که با مقررات بین‌المللی ربطی ندارد، اما در نهایت منبع معتبر قانون بین‌المللی حقوق بشر به‌شمار می‌آید.

## معاهدات بین‌المللی حقوق بشر
علاوه بر تصویب معاهدات در سال ۱۹۶۶ دو میثاق گسترده که بخشی از لایحه بین‌المللی حقوق بشر (یعنی میثاق بین‌المللی حقوق مدنی و سیاسی و میثاق بین‌المللی  حقوق اقتصادی، اجتماعی و فرهنگی) را تشکیل می‌دهد در بر می‌گیرد، سایر معاهدات، معاهداتی است که در سطح بین‌المللی تصویب شده و به‌طور کلی به عنوان اسناد حقوق بشر شناخته می‌شود. برخی از مهم‌ترین موارد عبارتند از:
- کنوانسیون نسل‌کشی (CPCG) (در ۱۹۴۸ تصویب شد و در۱۹۵۱ به اجرا درآمد)
- کنوانسیون مربوط به وضعیت پناهندگان (CSR) (در ۱۹۵۱ تصویب شد و در۱۹۵۴ به اجرا درآمد)
- معاهده بین‌المللی محو همه اشکال تبعیض نژادی (CERD) (در۱۹۶۵ تصویب شد و در ۱۹۶۹)
- کنوانسیون رفع هرگونه تبعیض علیه زنان (CEDAW) (در ۱۹۸۱ به اجرا درآمد)[۹]
- کنوانسیون ملل متحد علیه شکنجه (CAT) (در ۱۹۸۴ به تصویب رسید و در ۱۹۸۷ به اجرا درآمد)[۱۰]
- پیمان‌نامه حقوق کودک (CRC) (در ۱۹۸۹ به تصویب رسید و در ۱۹۹۰ به اجرا درآمد)[۱۱]
- کنوانسیون بین‌المللی حمایت از حقوق کارگران مهاجر و اعضای خانواده‌هایشان (ICRMW) (در ۱۹۹۰ به تصویب رسید و ۲۰۰۳ به اجرا درآمد)
- کنوانسیون حقوق افراد معلول (CRPD) (در ۳ مه ۲۰۰۸ به اجرا درآمد)
- کنوانسیون بین‌المللی حفاظت از همه افراد در برابر ناپدید شدن اجباری (ICPPED) (در۲۰۰۶ به تصویب رسید و ۲۰۱۰ به اجر درآمد)[۱۲]